# Vietato ai minori (film)
Vietato ai minori è un film del 1992, diretto da Maurizio Ponzi.

## Trama
Ufficialmente per realizzare un documentario per RaiUno, la troupe agli ordini del produttore Scalpo in realtà è sbarcata all'Isola d'Elba per girare una pellicola porno.
Il film sarà diretto dal regista Ivan, interpretato dalla diva a luci rosse Edith Costello e dal giovane attore Salvatore, superdotato, ma inconsapevole di essere stato ingaggiato per girare scene hard.
Salvatore al primo ciak fa cilecca e fugge. Scalpo è costretto a sostituirlo sul set con Thomas Parker, ex professore, diventato attore porno solo perché innamorato di Edith.
Salvatore, nel suo vagabondare per l'isola, incontra Barbara, una bella netturbina di cui si era innamorato a prima vista, proprio al momento dello sbarco dal traghetto.
I due fanno l'amore, ma Barbara non ne vuol sapere d'impegnarsi seriamente con Salvatore. Questi, rientrato sul set molto sconfortato, si sfoga offrendo una performance eccezionale, che rende felice Edith e che fa arrabbiare il geloso Thomas.
La notte successiva, Edith viene arrestata dai Carabinieri per atti osceni in luogo pubblico. Ottenuto il rilascio dell'attrice (che sposerà Thomas e abbandonerà la carriera porno), la troupe è costretta a salpare immediatamente dall'isola.
Tornato a Roma, Scalpo decide di montare i pochi metri di pellicola girata, integrandoli con materiali di repertorio, e di distribuire il film, mentre Ivan affronta la regia di un film "serio".
Salvatore sceglie di fare il netturbino e di rimanere con Barbara sull'Isola d'Elba.